# يوزو سيمونوفيتش
جوزو سيمونوفيتش (بالكرواتي:  [jǒːzo ʃimǔːnoʋitɕ] ؛ ولد 4 أغسطس 1994) لاعب كرة قدم بوسني الذي يلعب في مركز وسط الظهر لل الدوري الممتاز الاسكتلندي نادي سلتيك.

## الأندية

### مبكرا
بدأ يوزو لعب كرة القدم في سن السابعة في قريته، جورنيا لومنيتسا. في سن ال 12 انضم إلى دينامو زغرب من هرفاتسكي دراغوفولجاك.

#### دينامو زغرب
قدم سيمونوفيتش أول مباراة له مع دينامو زغرب في 16 مارس 2013 ضد إسترا 1961، ليصبح بديلاً في الدقيقة 90. في 30 مارس 2013، سجل هدفه الأول لدينامو ضد زادار. لعب المباراة كاملة في فوز دينامو 4-2 على ركلات الترجيح على ار ان كيه سبليت في نهائي كأس كرواتيا عام 2015 في 20 مايو 2015.

##### سلتيك
في 1 سبتمبر 2015، انضم يوزو إلى نادي سيلتيك الإسكتلندي الممتاز مقابل رسم لم يكشف عنه. ظهر لأول مرة في 17 سبتمبر، حيث لعب في مباراة سيلتيك 2-2 أمام أياكس في الدوري الأوروبي، ولعب مباراة جيدة. إلا أن إصابة الكاحل بعد ذلك بوقت قصير، والشكل غير المنتظم للفريق، أعاق محاولات شيمونوفيتش لإحداث تأثير كبير في ناديه الجديد. في 15 يناير / كانون الثاني 2016، سجل شيمونوفيتش أول هدف له مع سلتيك في الفوز 4-1 على دندي يونايتد، لكنه تعرض لأصابة في أربطة الركبة بعد أسبوع فقط واستبعد لمدة ستة أسابيع. ومع ذلك، أعلن في 26 مارس أنه بعد عملية الركبة، سيكون في الواقع خارج لبقية الموسم. كما كشف اللاعب أنه قبل العملية، كان يلعب بالركبة اليمنى المكسورة لمدة ستة أسابيع: "أعلم أنه يبدو غريباً أن أتمكن من اللعب مع هذه الإصابة. لكن كل شيء كان إلى علم النفس - وكان الجو في الملعب مذهلاً، فعندما تلعب لنادياً رائعاً مثل سلتيك، يمكنك اللعب حتى مع كسر في العظم.
في 13 و 14 يوليو، صرح سيمونوفيتش على حسابه على تويتر بأنه قضى الأسابيع التسعة الأخيرة في بلجراد يتعافى من إصابته، وسيعود إلى غلاسكو في وقت لاحق من ذلك الأسبوع، ونفى تكهنات وسائل الإعلام بأنه سيترك سيلتيك للانضمام إلى تورينو. في 30 أغسطس 2016، وخلافا لإعلانه السابق، سافر يوزو إلى تورينو لإجراء جراحة طبية مع تورينو. على الرغم من اجتيازه الطبي، فقد تم الإعلان عنه في اليوم التالي أن الانتقال توقف لأن الناديين لم يتفقا على أي رسوم. صرّح سيمونوفيتش بعد ذلك على تويتر بأنه «يتمتع بصحة جيدة تماما» وكان يركز بشكل كامل على التحدي الذي يواجهه مع سلتيك. في 18 سبتمبر 2016، جعل عودته التي طال انتظارها إلى العمل كبديل في تعادل سيلتيك 2-2 مع إينفيرنيس.
قام سيمونوفيتش بإعادة تأسيس نفسه في الفريق، وشكل شراكة قوية في الدفاع المركزي جنبا إلى جنب مع إريك سفيتشنكو الذي شهد سلتيك الذهاب على التوالي من تسعة أوراق نظيفة. . وخلال هذه الفترة، لعب أيضاً في المباراة التي فاز فيها سيلتيك 3-0 على أبردين في نهائي كأس رابطة الأندية الاسكتلندية لعام 2016 في نوفمبر / تشرين الثاني، ولعب الدورية مع توم روغيتش لهدف افتتاح سلتيك. بعد فوز الكأس نهائيًا، قال لصحيفة سبورتسكي نوفوستي الكرواتية: «كان الأمر مذهلاً حقاً. الجو عادةً ما يكون عظيمًا في مبارياتنا، لكن هذه المرة كان مميزًا للغاية، لأنه كان الكأس رقم 100 النادي.» في مارس 2017، سجل سيمونوفيتش هدف سلتيك الأول في الفوز 2-1 في دندي، مدداً تقدم النادي في الدوري إلى 25 نقطة متقدما على أبردين صاحب المركز الثاني، حيث أغلق على لقبه 48 في الدوري. وفي الآونة الأخيرة، باستثناء فترات من الإصابة، وقد سيمونوفيتش الدعامة الأساسية في مركز سلتيك الدفاع جنبا إلى جنب مع ديدريك بوياتا - مع الاقتران يجري بمودة المعروف باسم «بوزو» إلى قسم الدعم سلتيك.
في 11 سبتمبر 2017، وقع عقدًا جديدًا مدته أربع سنوات، ينتهي في يونيو 2021.

## دوليا
مثّل سيمونوفيتش كرواتيا على جميع مستويات الشباب. وكان قائد الكرواتية تحت 17 عاما، تحت 19 عاما وتحت 21 عاما فرق.
في سبتمبر عام 2015، حصل على الاستدعاء الأول في لمنتخب بلاده الأول، للمشاركة كأس الأمم الأوروبية 2016 مباريات التصفيات ضد بلغاريا ومالطا، بديلا عن المصاب ديان لوفرين، ولكن تعرض لإصابة أيام في وقت لاحق، والتي لم تسمح له باللعب.
في يوليو 2017، اختار سيمونوفيتش تمثيل البوسنة والهرسك، الذي يتأهل لعائلته بأكملها من يايتسي. أصبح محبطًا بسبب عدم وجود فرص للعب في كرواتيا.

## الجوائز والألقاب
دينامو زغرب
1. HNL : 2012-2013، 2013–14، 2014–15
كأس كرواتيا: 2015
كأس السوبر الكرواتي: 2013
سلتيك
الدوري الممتاز الإسكتلندي (3): 2015-16، 2016–17، 2017-18
كأس اسكتلندي (2): 2016-2017، 2017-18
كأس الدوري الإسكتلندي (2): 2016-17، 2017-18

## إحصاءات
| النادي      | مواسم      | الدوري                    | الدوري | الدوري | الكأس | الكأس | كأس الدوري | كأس الدوري | كونتيننتال | كونتيننتال | مجموع | مجموع |
| النادي      | مواسم      | اسم الدوري                | لعب    | اهداف  | لعب   | اهداف | لعب        | اهداف      | لعب        | اهداف      | لعب   | اهداف |
| ----------- | ---------- | ------------------------- | ------ | ------ | ----- | ----- | ---------- | ---------- | ---------- | ---------- | ----- | ----- |
| دينامو زغرب | 2012-13    | الدوري الكرواتي الممتاز   | 3      | 1      | –     | –     | –          | –          | –          | –          | 3     | 1     |
| دينامو زغرب | 2013-14    | الدوري الكرواتي الممتاز   | 23     | 2      | 3     | 0     | –          | –          | 6          | 0          | 32    | 2     |
| دينامو زغرب | 2014-15    | الدوري الكرواتي الممتاز   | 20     | 0      | 3     | 0     | –          | –          | 7          | 0          | 30    | 0     |
| دينامو زغرب | 2015-16    | الدوري الكرواتي الممتاز   | 6      | 0      | 0     | 0     | –          | –          | 4          | 0          | 10    | 0     |
| دينامو زغرب | مجموع      | مجموع                     | 52     | 3      | 6     | 0     | –          | –          | 17         | 0          | 75    | 3     |
| سلتيك       | 2015-16    | الدوري الإسكتلندي الممتاز | 11     | 1      | 1     | 0     | 1          | 0          | 4          | 0          | 17    | 1     |
| سلتيك       | 2016-17    | الدوري الإسكتلندي الممتاز | 25     | 1      | 3     | 0     | 3          | 0          | 2          | 0          | 33    | 1     |
| سلتيك       | 2017-18    | الدوري الإسكتلندي الممتاز | 15     | 0      | 2     | 0     | 1          | 0          | 11         | 0          | 29    | 0     |
| سلتيك       | مجموع      | مجموع                     | 51     | 2      | 6     | 0     | 4          | 0          | 17         | 0          | 72    | 2     |
| مجموع الكل  | مجموع الكل | مجموع الكل                | 103    | 5      | 12    | 0     | 5          | 0          | 34         | 0          | 154   | 5     |

## وصلات خارجية
- يوزو سيمونوفيتش على موقع الاتحاد الدولي (مؤرشف)  (الإنجليزية)
- يوزو سيمونوفيتش على موقع اتحاد كرواتيا (الكرواتية)
- يوزو سيمونوفيتش على موقع قاعدة بيانات كرة القدم.إي يو (الإنجليزية)
- يوزو سيمونوفيتش على موقع Soccerbase.com (لاعب) (الإنجليزية)
- يوزو سيمونوفيتش على موقع Soccerway.com (الإنجليزية)
- يوزو سيمونوفيتش على موقع AS.com (الإسبانية)